# Federico III del Palatinado
Federico III del Palatinado, el Piadoso (Simmern, 14 de febrero de 1515 - Heidelberg, 24 o 26 de octubre de 1576), procedía de la Casa de Wittelsbach y fue conde palatino de Simmern-Sponheim y príncipe elector del Palatinado (1559-1576).

## Primeros años de vida
Sus padres eran el conde palatino Juan II (1492-1557) y Beatriz de Baden (1492- 1535). Fue instruido desde niño en las ciencias. 

### Matrimonios e hijos
El príncipe Federico III del Palatinado se casó el 12 de junio de 1537 en Crailsheim con María, hija del margrave Casimiro de Brandeburgo-Kulmbach y su esposa Susana, hija del duque bávaro Alberto IV. De este matrimonio nacieron once hijos:
- Alberta (1538-1553).
- Luis, Príncipe elector del Palatinado, casado en 1560 con la princesa Isabel de Hesse-Kassel y en segundas nupcias en 1583 con la princesa Ana de Frisia oriental.
- Isabel (1540-1594), casada con el duque Juan Federico II de Sajonia-Gotha.
- Armando Luis (1541-1556).
- Juan Casimiro (1543-1592), casado con la princesa Isabel de Sajonia.
- Dorotea Susana (1544-1592), casada con el duque Juan Guillermo I de Sajonia-Weimar.
- Alberto (1546-1547).
- Ana Isabel (1549-1609), casada con el landgrave Felipe II de Hesse-Rheinfels y en segundas nupcias con el conde palatino Juan Augusto del Palatinado-Lützelstein.
- Cristóbal (1551-1574), caído en la batalla de Mook.
- Carlos (1552-1555).
- Cunigunda Jacoba (1556-1586), casada con el conde Juan VI de Nassau-Dillenburg.

Federico III desposó en segundas nupcias el 25 de abril de 1569 en Heidelberg a la condesa Amalia, hija del conde Gumperto de Neuenar en Limburgo y viuda del conde Enrique de Brederode, con la que no tuvo descendencia.

## Vida pública
Federico era desde 1546 un partidario activo y convencido de la Reforma protestante. Como príncipe elector gozaba de gran prestigio dentro del Sacro Imperio por la energía con que defendía la reforma y desde 1560 se inclinó por la confesión reformada en el marco de los conflictos entre luteranos y calvinistas.
A su iniciativa se debe el catecismo de Heidelberg de 1563, en cuya redacción influyó e intervino personalmente, consiguiendo que se implantase esta confesión en el Palatinado. Cuando los luteranos abandonaron el país a consecuencia del cambio de confesión, ello no fue bien visto por los protestantes alemanes. Durante la Dieta de Augsburgo de 1556 sus oponentes le hicieron pasar tribulaciones. La división y el antagonismo entre las dos tendencias protestantes, representadas principalmente por los electorados de Sajonia y del Palatinado, perjudicaron sumamente al protestantismo en general.
Federico III también tuvo conflictos en su propia familia, pues el primogénito Luis era luterano y el segundo, Juan Casimiro, calvinista como su padre. Federico III estuvo en contacto con todos los enemigos de la casa de Austria en Inglaterra y en Francia. La rebelión de los neerlandeses contra la corona española fue apoyada por un ejército del Palatinado. Ayudó y aconsejó a los hugonotes franceses en 1562 y 1567, y en 1568 Juan Casimiro participó, por encargo de su padre, en esta contienda religiosa. El tercer hijo, Christoph, tomó parte en la batalla de Mook (14 de abril de 1574), donde halló la muerte.
En cuanto a la política interior, promovió las ciencias y la enseñanza en el país y fue benefactor de la famosa Universidad de Heidelberg. Poco después de que Johann Weyer publicara el libro De praestigiis daemonum criticando la persecución de las brujas, en 1563 suprimió la tortura y la aplicación de la pena de muerte a las acusadas de brujería.
Está enterrado en la Iglesia del Espíritu Santo de Heidelberg. Le sucedió Luis VI del Palatinado.